# 魚住城
魚住城（うおずみじょう）は、兵庫県明石市大久保町西島（西嶋）にあった日本の城。現在は小さな公園に城址の碑が建つのみとなっている。

## 沿革
播磨五泊の一つ魚住泊の元に発展した地に14世紀中頃に魚住長範が築いた城。三木合戦のおり魚住頼治が城を魚住町中尾付近から西嶋へ移し毛利側の別所氏についたが、天正8年（1580年）三木城の落城の後に廃絶。近年の発掘調査によって城の遺構の一部が発見された。

## 近隣情報
- 西灘
  - 明石江井島酒館
  - 江井ヶ島酒造
- 住吉神社 (明石市)
- 東播海岸
  - 江井ヶ島港